# Nicola van Houbraken

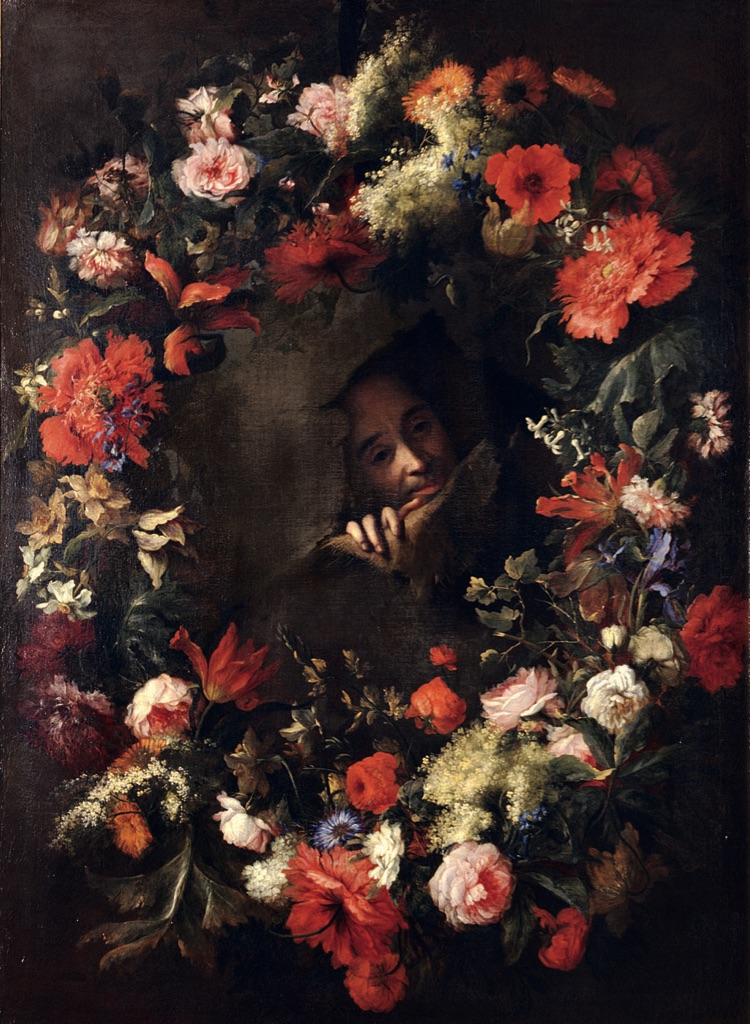
Möglicherweise ein Selbstporträt oder ein Porträt von François Rivière

Nicola van Houbraken (* 1668 in Messina; † nach 1724 in Livorno) war ein italienischer Maler des Spätbarock, der flämischer Abstammung war. Er spezialisierte sich auf Gemälde, die spielerische Arrangements von Früchten, Gemüse, Tieren, Wild in Innenräumen oder in Wäldern darstellen. Weiterhin ist er auch unter den Namen Nicolino van der Brach da Messina und Nicola van der Bergh bekannt.

## Leben
Nicola wurde in Messina als Sohn eines flämischen Vaters und einer einheimischen Frau geboren. Sein Vater, Ettore (oder Hektor, 1723 gestorben), und sein Großvater, Joannes (Giovanni) van Houbraken (Houbracken) (ursprünglich aus Antwerpen), waren beide Maler religiöser Themen. Ettore und seine Familie waren 1674 gezwungen, Sizilien für Livorno zu verlassen, nachdem der Aufstand von Messina gegen die spanische Herrschaft stattfand.
Nicola und seine Stillleben waren beim Medici-Hof sehr beliebt. In den Jahren 1706 und 1724 stellte er einige seiner Werke in der Accademia delle Arti del Disegno in Florenz aus.
Er starb in Livorno zwischen 1724 und 1733.

## Werke

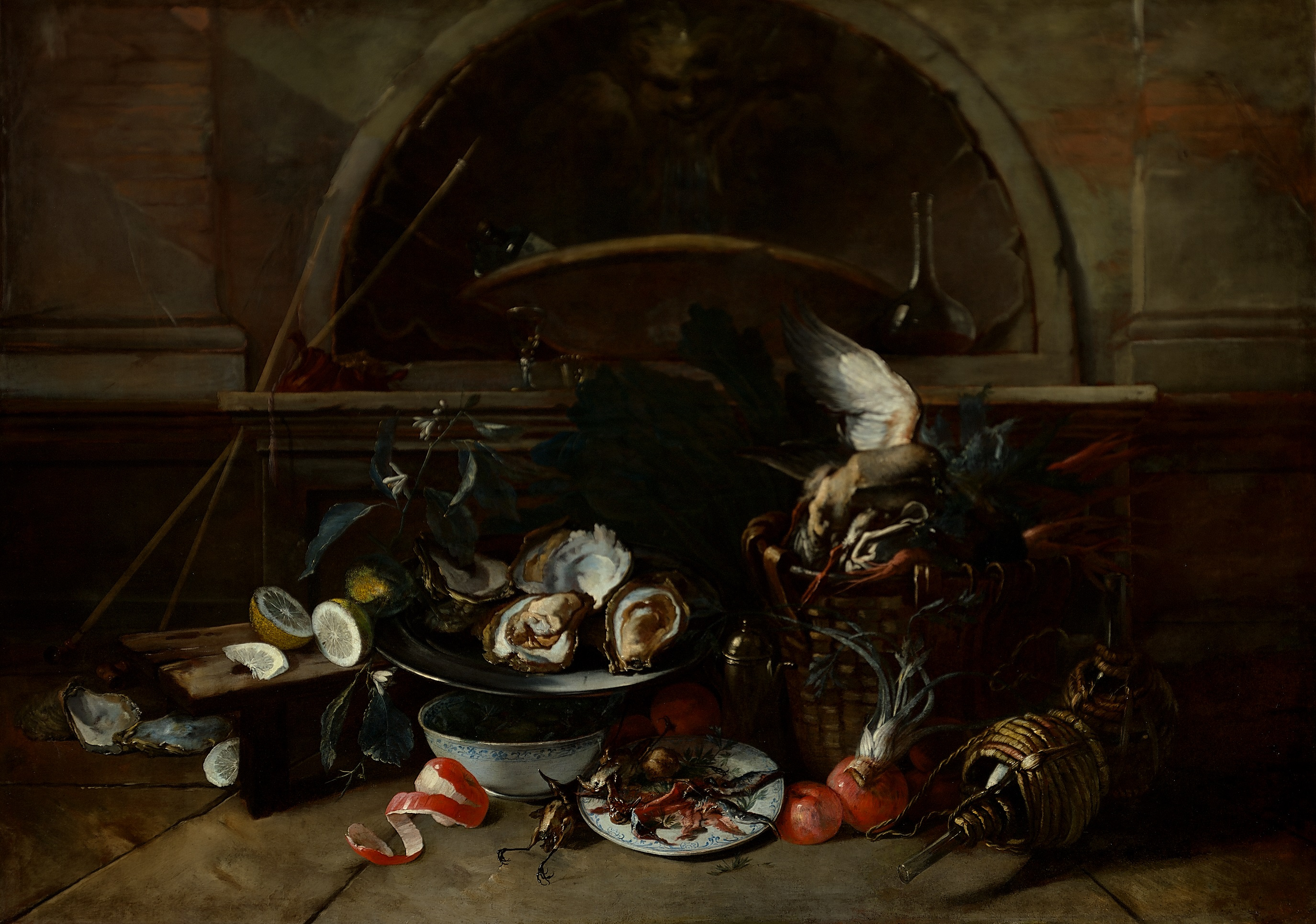
Stillleben, etwa 1700

Er spezialisierte sich auf Gemälde, die spielerische Arrangements von Früchten, Gemüse, Tieren, Wild in Innenräumen oder in Wäldern darstellen. Er malte auch Girlandengemälde, d. h. Gemälde, die eine Girlande aus Früchten oder Blumen zeigen um eine Kartusche, die eine religiöse oder weltliche Szene enthält. Ein Beispiel dafür ist das Trompe l'oeil mit einem Marmorbasrelief, in eine Girlande van Pfingsten mit Blumen (Finarte S.p.A. Gemälde Alter Meister und Kunst des 19. Jahrhunderts, Auktion vom 25. November 2019, Los 339).
Er malte auch allegorische Szenen mit einem wichtigen Stillleben-Element, wie die Allegorie des Winters (im Kinski Auktion vom 18. bis 20. Juni 2013 Los 3800A).